# Hubert Schmidt (Basketballtrainer)
Hubert Schmidt (* 19. November 1979 in Güssing) ist ein österreichischer Basketballtrainer und ehemaliger -spieler.

## Laufbahn
Schmidt spielte bei den Oberwart Gunners in der Bundesliga und zwei Jahre für den Wiener Verein D.C. Timberwolves in der 2. Bundesliga. Als Jugendtrainer förderte er bei den Timberwolves unter anderem den späteren NBA-Spieler Jakob Pöltl. 2010 gewann Schmidt als Co-Trainer von Robert Langer mit den Herren der D.C. Timberwolves den Meistertitel in der 2. Bundesliga. Langer verließ den Verein anschließend, und Schmidt übernahm das Amt des Cheftrainers. 2012 und 2013 war Schmidt zusätzlich als Assistenztrainer bei der österreichischen Nationalmannschaft tätig.
2015 führte Schmidt die Timberwolves als Cheftrainer zum Gewinn der 2. Bundesliga, der Aufstieg in höchste Spielklasse wurde aber in der Relegation gegen Graz verpasst. 2018 wurden die Timberwolves unter Schmidt abermals Meister der 2. Bundesliga, und erhielten die Lizenz für die Basketball-Bundesliga-Saison 2018/19. In der Saison 2017/18 gewann die männliche U19 des Vereins unter Schmidts Leitung als Trainer zudem die Staatsmeisterschaft. 2020 wurde er Österreichs Damen-Nationaltrainer.
Im Sommer 2023 gab Schmidt das Traineramt bei den Timberwolves-Herren ab, um eine Schaffenspause anzutreten. 2024 wurde er bei dem Verein Damen-Trainer, nach dem Ende der Saison 2024/25 übergab Schmidt das Amt an Stano Stelzhammer.